# Kalle Anka gräddar våfflor
Kalle Anka gräddar våfflor (engelska: Chef Donald) är en amerikansk animerad kortfilm med Kalle Anka från 1941.

## Handling
Kalle Anka bestämmer sig för att grädda våfflor samtidigt som han lyssnar på ett radioprogram och följer receptet därifrån. Tyvärr är det något som går snett och detta går Kalle på nerverna.

## Om filmen
Filmen hade svensk premiär den 30 november 1942 på biografen Spegeln i Stockholm.
Filmen har haft flera svenska titlar genom åren. Vid biopremiären 1942 gick den under titeln Kalle Anka gräddar våfflor. Alternativtitlar till filmen är Kalle Anka som mästerkock och Kalle som kock, varav den sistnämnda är den titel som använts på svenskspråkiga DVD-utgåvor.

## Rollista
Två svenska dubbningar har gjorts av filmen, en dubbning från 1942, och en dubbning från 2009 som getts ut på DVD. Den andra dubbningen finns också en nedkortad version för TV-serien Ett gott skratt!, även den utgiven på DVD.
| Roll           | Originalröst  | Svensk röst (1942) | Svensk röst (2009) |
| Kalle Anka     | Clarence Nash | Rune Halvarsson    | Andreas Nilsson    |
| Gumman Gräsand | Sarah Selby   |                    | Anna-Lotta Larsson |